# Тригонометрија
Тригонометрија (грч. τριγονο — троугао и грч. μετρειν — мерење, мера), део је математике и геометрије који се бави израчунавањем елемената троугла проналажењем законитости зависности у њиховим односима, као и успостављањем функција углова које их дефинишу. Првобитно је искључиво израчунавала вредности елемената троугла. Њен првобитни циљ је данас превазиђен и примена тригонометрије на основу израчунавања тригонометријских функција, ван сваког посматрања троугла, учинила је од тригонометрије значајну област математике и геометрије. Она је од огромног практичног значаја у различитим областима као што су инжењерство, архитектура, геодезија, навигација и астрономија. Тригонометријске функције имају посебно важну улогу у математичкој анализи и користе се за представљање таласа и других периодичних појава.

## Порекло
Први корени тригонометрије су нађени у записима из Египта и Месопотамије. Тамо је нађена вавилонска камена плоча (око 1900—1600. п. н. е.) која садржи проблеме са релацијама које одговарају савременом {\displaystyle \sec ^{2}}. Египатски папирус Ринд (око 1650. п. н. е.) садржи проблеме са односима страница троугла примењеним на пирамиде. Нити Египћани, нити Вавилонци нису имали наше схватање мере угла, а релације тог типа су сматрали особинама троуглова, пре него самих углова.
Важан напредак направљен је у Грчкој у време Хипократа из Киоса (Елементи, око 430. п. н. е.), који је проучавао односе између централних углова кружнице и тетива. Хипарх је 140. п. н. е. направио таблицу тетива (прву претечу савремених синусних таблица). Менелај из Александрије (Сферна геометрија, око 100. нове ере) је први користио сферне троуглове и сферну тригонометрију. Птолемеј (Алмагест, око 100. н. е.) је направио таблицу тетива углова између 0,5° и 180° са интервалом од пола степена. Он је такође истраживао тригонометријске идентитете.
Грчку тригонометрију су даље развијали Хинду математичари који су остварили напредак размештањем тетива преузетих од Грка на полу тетиве круга са датим радијусом, тј. еквивалентом нашој синусној функцији. Прве такве таблице биле су у Сидхантасу (систем за астрономију) у IV и V веку ове ере. Попут бројева, модерна тригонометрија нам долази од Хинду математичара преко арапских математичара. Преводи са арапског на латински језик током XII века увели су тригонометрију у Европу.
Особа одговорна за „модерну“ тригонометрију био је ренесансни математичар Региомонтанус. Од доба Хипарха, тригонометрија је била једноставно алат за астрономска израчунавања. Региомонтанус (De triangulis omni modis, 1464; публиковано 1533) био је први који је тригонометрију третирао као субјект по себи. Даљи напредак су направили Никола Коперник у De revolutionibus orbium coelestium (1543) и његов ученик Ретикус. У Opus palatinum de trianulis (комплетирао његов ученик 1596), Ретикус је установио употребу шест основних тригонометријских функција, правећи таблице њихових вредности, и држећи се идеје да те функције представљају односе страница у правоуглом троуглу (радије него традиционалне полу-тетиве кругова).
Модерна аналитичка геометрија датира од времена Франсое Вијета, који је урадио таблице шест функција до најближе минуте (1579). Вијета је такође извео формулу за производ, тангенсну формулу и формуле за више углова. Крајем XV века је први пут употребљен назив „тригонометрија“.

## Подела
Тригонометрија се дели на следеће три области: 
1. Раванска тригонометрија, тригонометрија у ужем смислу; проучава
  - Тригонометријске функције, посебно:
    - синус, косинус, тангенс, котангенс, секанс и косеканс;

  - Инверзне тригонометријске функције, тзв. циклометријске, или аркус-функције:
2. Сферна тригонометрија, на површи сфере;
3. Хиперболичка тригонометрија, тригонометрија Лобачевског;
  - Хиперболичке функције:
    - синус хиперболички, косинус хиперболички, тангенс хиперболички, котангенс хиперболички, секанс хиперболички и косеканс хиперболички;

  - Инверзне хиперболичке функције, тзв. ареа-функције.

## Анимације графичког приказа неких тригонометријских функција
- Анимација графичког приказа функције синус у тригонометријском кругу
- Анимација графичког приказа функције тангенс у тригонометријском кругу
- Анимација графичког приказа функције косеканс у тригонометријском кругу
- Анимација графичког приказа функција синус и косинус у тригонометријском кругу

Основна линија развоја тригонометрија била је примена у геометријским истраживањима. Развој прве и друге од набројаних тригонометрија ишао је уз Еуклидску раван, тј. елементарна геометрија и површину сфере, а трећа од тригонометрија је бар у почетку (XIX век) била везана за открића нееуклидских геометрија, (геометрија Лобачевског, затим Риманова геометрија). Примене тригонометрија данас су далеко шире.

## Тригонометријске функције
Тригонометријске функције су функције угла: синус, косинус, тангенс, котангенс, секанс и косеканс. Понекад их називамо тригонометријским односима. За тангенс ћемо овде користити уобичајену англосаксонску ознаку tan, мада се у српском говорном подручју чешће користи tg; исто тако, за котангенс, уместо ctg писаћемо cot, а за косеканс, који се на српским универзитетима слабије користи, заједно са англосаксонским csc пишемо и cosec. Остале наведене тригонометријске функције имају исте скраћенице у већем делу света. Данас се веома ретко срећу још два назива тригонометријских функција: синус версус и косинус версус.

### Правоугли троугао
На слици 1. је фигура: правоугли троугао {\displaystyle ABC}, са истоименим страницама (мала слова абецеде) насупрот темена (велика слова) и углом алфа (мало грчко слово {\displaystyle \alpha }) у темену {\displaystyle A}. Дакле, наспрамна катета темену {\displaystyle A} је {\displaystyle a}, налегла катета је {\displaystyle b}, хипотенуза је {\displaystyle c}. Дефинишемо основне четири тригонометријске функције: синус, косинус, тангенс и котангенс, истог угла алфа.
{\displaystyle \sin \alpha ={\frac {a}{c}},\quad \cos \alpha ={\frac {b}{c}}},
{\displaystyle tg\alpha ={\frac {a}{b}},\quad ctg\alpha ={\frac {b}{a}}}.
Постоје још две основне тригонометријске функције угла, косеканс и секанс:
{\displaystyle \csc \alpha ={\frac {c}{a}},\quad \sec \alpha ={\frac {c}{b}}}.
Косеканс се код нас чешће пише cosec α. Kao што је дефинисано, три од ових функција су реципрочне осталим три:
{\displaystyle \cot \alpha ={\frac {1}{\tan \alpha }},\quad \csc \alpha ={\frac {1}{\sin \alpha }},\quad \sec \alpha ={\frac {1}{\cos \alpha }}}.
Из истих дефиниција изводимо:
{\displaystyle \tan \alpha ={\frac {\sin \alpha }{\cos \alpha }},\quad \cot \alpha ={\frac {\csc \alpha }{\sec \alpha }},\quad \tan \alpha \cdot \cot \alpha =1}.
Следеће основне релације, које се називају основни тригонометријски идентитети, или Питагорини идентитети, засноване су на Питагориној теореми:
{\displaystyle \sin ^{2}\alpha +\cos ^{2}\alpha =1,\quad 1+\tan ^{2}\alpha =\sec ^{2}\alpha ,\quad 1+\cot ^{2}\alpha =\csc ^{2}\alpha }.

### Основни углови
Вредности тригонометријских функција за неке углове се могу добити једноставно из једнакостраничног троугла и квадрата, који имају углове 60°, 30°, 45°.
На слици (2.) имамо фигуру једнакостраничног троугла ABC страница дужине a. Његови унутрашњи углови су по 60°, а угао у темену C између висине и странице је 30°. Висина CD има дужину {\displaystyle h={\frac {a{\sqrt {3}}}{2}}}, што се лако добија применом Питагорине теореме на правоугли троугао ADC. Из истог правоуглог троугла налазимо вредности:
{\displaystyle \sin 60^{o}={\frac {\sqrt {3}}{2}},\quad \cos 60^{o}={\frac {1}{2}},\quad \tan 60^{o}={\sqrt {3}},\quad \cot 60^{o}={\frac {\sqrt {3}}{3}}},
{\displaystyle \sin 30^{o}={\frac {1}{2}},\quad \cos 30^{o}={\frac {\sqrt {3}}{2}},\quad \tan 30^{o}={\frac {\sqrt {3}}{3}},\quad \cot 30^{o}={\sqrt {3}}}.
На следећој слици (3.) је квадрат странице a. Темена AC спојена су дијагоналом {\displaystyle d=a{\sqrt {2}}}, што се лако добије применом Питагорине теореме на правоугли троугао ABC. У истом правоуглом троуглу налазимо:
{\displaystyle \sin 45^{o}={\frac {\sqrt {2}}{2}},\quad \cos 45^{o}={\frac {\sqrt {2}}{2}},\quad \tan 45^{o}=1,\quad \cot 45^{o}=1}.

### Тригонометријска кружница
Тригонометријске функције угла α се могу дефинисати и помоћу тригонометријске кружнице. Тригонометријска кружница је полупречника 1 са центром у исходишту координатних оса. На слици даље (Сл.4.) полупречници OA, OC и OE су јединичне дужине. Тачка О је исходиште координатног система, овде Декартовог правоуглог. Угао α је AOC, где је крак OA непокретан. Апсциса и ордината (хоризонтална и вертикална оса бројева) су косинусна и синусна оса. Тангенсна и котангенсна оса се дефинишу као тангенте на тригонометријску кружницу у крајњој тачки десно, односно горе. Исходиште тангенсне осе на слици би била тачка А, а котангенсне Е. Упоређивањем кружнице (Сл.4), {\displaystyle OA=OC=1}, и правоуглог троугла (Сл.1.), налазимо:
{\displaystyle \sin \alpha =BC={\frac {a}{c}},\quad } синус угла алфа;
{\displaystyle \cos \alpha =OB={\frac {b}{c}},\quad } косинус;
{\displaystyle \tan \alpha =AD={\frac {a}{b}},\quad } тангенс;
{\displaystyle \cot \alpha =EF={\frac {b}{a}},\quad } котангенс;
{\displaystyle \sec \alpha =OD={\frac {c}{b}},\quad } секанс;
{\displaystyle \csc \alpha =OF={\frac {c}{a}},\quad } косеканс.
Међутим, на тригонометријској кружници можемо доследно дефинисати вредности тригонометријских функције за углове 0°, 90°, па и за остале. Пројекција тачке C на косинусну осу (тачка B) је косинус угла α, а синус је пројекција тачке C на синусну (обично Y) осу. Продужетак покретног крака OC датог угла пресеца тангенсну (тачка D) и котангенсну осу (тачка F) у вредностима тангенса и котангенса тог угла.
| Квадрант | Величина угла   | sin | cos | tan | cot | sec | csc |
| -------- | --------------- | --- | --- | --- | --- | --- | --- |
| I        | од 0° до 90°    | +   | +   | +   | +   | +   | +   |
| II       | од 90° до 180°  | +   | -   | -   | -   | -   | +   |
| III      | од 180° до 270° | -   | -   | +   | +   | -   | -   |
| IV       | од 270° до 360° | -   | +   | -   | -   | +   | -   |

### Мерење угла
Углове меримо у степенима - уобичајеним у пракси, у радијанима - уобичајеним у теорији, и ретко у градима (лат. Gradus - корак, степен, ступањ):
- Степен је 90-ти део правог угла, угао од једног степена означава се 1°. Према томе, пун угао је 360°, испружен угао је 180°.
- Радијан је централни угао над луком тригонометријске кружнице чија је дужина једнака радијусу. Како пун угао одговара дужини целе кружнице (обиму) {\displaystyle 2\pi r}, један радијан има {\displaystyle {\frac {360^{o}}{2\pi }}=57^{o}17'44''} с тачношћу од 1". Обратно, 1 радијан = 57,3°.
- Град је стоти део правог угла, пише се p. Један град се дели на сто делова који се називају метричке минуте (1') и чији се стоти део назива метричка секунда (1"). Град као јединица мере био је уведен заједно са метарским системом мера крајем XVIII века. Међутим, град није постигао широку примену у пракси.

| Степен | Радијан                           | sin                                    | cos                                    | tan                                    | cot                                    | sec                                         | csc                                       |
| ------ | --------------------------------- | -------------------------------------- | -------------------------------------- | -------------------------------------- | -------------------------------------- | ------------------------------------------- | ----------------------------------------- |
| 0°     | 0                                 | 0                                      | 1                                      | 0                                      | ∞                                      | 1                                           | ∞                                         |
| 30°    | {\displaystyle {\frac {\pi }{6}}} | {\displaystyle {\frac {1}{2}}}         | {\displaystyle {\frac {\sqrt {3}}{2}}} | {\displaystyle {\frac {\sqrt {3}}{3}}} | {\displaystyle {\sqrt {3}}}            | {\displaystyle {\frac {2{\sqrt {(}}3)}{3}}} | 2                                         |
| 45°    | {\displaystyle {\frac {\pi }{4}}} | {\displaystyle {\frac {\sqrt {2}}{2}}} | {\displaystyle {\frac {\sqrt {2}}{2}}} | 1                                      | 1                                      | {\displaystyle {\sqrt {2}}}                 | {\displaystyle {\sqrt {2}}}               |
| 60°    | {\displaystyle {\frac {\pi }{3}}} | {\displaystyle {\frac {\sqrt {3}}{2}}} | {\displaystyle {\frac {1}{2}}}         | {\displaystyle {\sqrt {3}}}            | {\displaystyle {\frac {\sqrt {3}}{3}}} | 2                                           | {\displaystyle {\frac {2{\sqrt {3}}}{3}}} |
| 90°    | {\displaystyle {\frac {\pi }{2}}} | 1                                      | 0                                      | ∞                                      | 0                                      | ∞                                           | 1                                         |

## Основне тригонометријске формуле

### Функције једног угла
{\displaystyle \sin ^{2}\alpha +\cos ^{2}\alpha =1,\quad {\frac {\sin \alpha }{\cos \alpha }}=\tan \alpha ,\quad \sin \alpha \cdot \csc \alpha =1},
{\displaystyle \sec ^{2}\alpha -\tan ^{2}\alpha =1,\qquad \cos \alpha \cdot \sec \alpha =1},
{\displaystyle \csc ^{2}\alpha -\cot ^{2}\alpha =1,\quad {\frac {\cos \alpha }{\sin \alpha }}=\cot \alpha ,\quad \tan \alpha \cdot \cot \alpha =1}

### Међусобно изражавање функција
{\displaystyle \sin \alpha ={\sqrt {1-\cos ^{2}\alpha }}={\frac {\tan \alpha }{\sqrt {1+\tan ^{2}\alpha }}},}
{\displaystyle \cos \alpha ={\sqrt {1-\sin ^{2}\alpha }}={\frac {1}{\sqrt {1+\tan ^{2}\alpha }}},}
{\displaystyle \tan \alpha ={\frac {\sin \alpha }{\sqrt {1-\sin ^{2}\alpha }}}={\frac {1}{\cot \alpha }},}
{\displaystyle \cot \alpha ={\frac {\sqrt {1-\sin ^{2}\alpha }}{\sin \alpha }}={\frac {1}{\tan \alpha }}.}

### Функције збира и разлике
{\displaystyle \sin(\alpha \pm \beta )=\sin \alpha \cos \beta \pm \cos \alpha \sin \beta ,\,}
{\displaystyle \cos(\alpha \pm \beta )=\cos \alpha \cos \beta \mp \sin \alpha \sin \beta ,}
{\displaystyle \tan(\alpha \pm \beta )={\frac {\tan \alpha \pm \tan \beta }{1\mp \tan \alpha \tan \beta }},\quad \cot(\alpha \pm \beta )={\frac {\cot \alpha \cot \beta \mp 1}{\cot \beta \pm \cot \alpha }}.}
{\displaystyle \tan 2\alpha ={\frac {2\tan \alpha }{1-\tan ^{2}\alpha }},\tan 3\alpha ={\frac {3\tan \alpha -\tan ^{3}\alpha }{1-3\tan ^{2}\alpha }},}

### Функције вишекратног угла
{\displaystyle \sin 2\alpha =2\sin \alpha \cos \alpha ,\quad \sin 3\alpha =3\sin \alpha -4\sin ^{3}\alpha ,}
{\displaystyle \cos 2\alpha =\cos ^{2}\alpha -\sin ^{2}\alpha ,\quad \cos 3\alpha =4\cos ^{3}\alpha -3\cos \alpha ,}
{\displaystyle \tan 2\alpha ={\frac {2\tan \alpha }{1-\tan ^{2}\alpha }},\quad \tan 3\alpha ={\frac {3\tan \alpha -\tan ^{3}\alpha }{1-3\tan ^{2}\alpha }},}
{\displaystyle \cot 2\alpha ={\frac {\cot ^{2}\alpha -1}{2\cot \alpha }},\quad \cot 3\alpha ={\frac {\cot ^{3}\alpha -3\cot \alpha }{3\cot ^{2}\alpha -1}},}
{\displaystyle \tan 4\alpha ={\frac {4\tan \alpha -4\tan ^{3}\alpha }{1-6\tan ^{2}\alpha +\tan ^{4}\alpha }},\quad \cot 4\alpha ={\frac {\cot ^{4}\alpha -6\cot ^{2}\alpha +1}{4\cot ^{3}\alpha -4\cot \alpha }}.}
За веће n прикладнија је Моаврова формула за комплексан број, развијена у биномни ред:
{\displaystyle \cos n\alpha +i\sin n\alpha =(\cos \alpha +i\sin \alpha )^{n}=\,}
{\displaystyle \cos ^{n}\alpha +in\cos ^{n-1}\alpha \sin \alpha -C_{n}^{2}\cos ^{n-2}\alpha \sin ^{2}\alpha --iC_{n}^{3}\cos ^{n-3}\alpha \sin ^{3}\alpha +C_{n}^{4}\cos ^{n-4}\alpha \sin ^{4}\alpha +...,}
где је {\displaystyle C_{n}^{k}=C(n,k)={n \choose k}={\frac {n\cdot (n-1)\cdots (n-k+1)}{k\cdot (k-1)\cdots 1}}={\frac {n!}{k!(n-k)!}}} биномни коефицијент.
Отуда је:
{\displaystyle \cos n\alpha =\cos ^{n}\alpha -C_{n}^{2}\cos ^{n-2}\alpha \sin ^{2}\alpha +C_{n}^{4}\cos ^{n-4}\alpha \sin ^{4}\alpha -C_{n}^{6}\cos ^{n-6}\alpha \sin ^{6}\alpha +...,}
{\displaystyle \sin n\alpha =n\cos ^{n-1}\alpha \sin \alpha -C_{n}^{3}\cos ^{n-3}\alpha \sin ^{3}\alpha +C_{n}^{5}\cos ^{n-5}\alpha \sin ^{5}\alpha -....}

### Збир и разлика функција
{\displaystyle \sin \alpha +\sin \beta =2\sin {\frac {\alpha +\beta }{2}}\cos {\frac {\alpha -\beta }{2}},}
{\displaystyle \sin \alpha -\sin \beta =2\cos {\frac {\alpha +\beta }{2}}\sin {\frac {\alpha -\beta }{2}},}
{\displaystyle \cos \alpha +\cos \beta =2\cos {\frac {\alpha +\beta }{2}}\cos {\frac {\alpha -\beta }{2}},}
{\displaystyle \cos \alpha -\cos \beta =-2\sin {\frac {\alpha +\beta }{2}}\sin {\frac {\alpha -\beta }{2}},}
{\displaystyle \tan \alpha \pm \tan \beta ={\frac {\sin(\alpha \pm \beta )}{\cos \alpha \cos \beta }},\quad \cot \alpha \pm \cot \beta =\pm {\frac {\sin(\alpha \pm \beta )}{\sin \alpha \sin \beta }},}
{\displaystyle \tan \alpha +\cot \beta ={\frac {\cos(\alpha -\beta )}{\cos \alpha \sin \beta }},\quad \cot \alpha -\tan \beta ={\frac {cos(\alpha +\beta )}{\sin \alpha \cos \beta }}.}

### Производ функција
{\displaystyle \sin \alpha \sin \beta ={\frac {1}{2}}[\cos(\alpha -\beta )-\cos(\alpha +\beta )],}
{\displaystyle \cos \alpha \cos \beta ={\frac {1}{2}}[\cos(\alpha -\beta )+cos(\alpha +\beta )],}
{\displaystyle \sin \alpha \cos \beta ={\frac {1}{2}}[\sin(\alpha -\beta )+\sin(\alpha +\beta )].}

### Функције половине угла
{\displaystyle \sin {\frac {\alpha }{2}}={\sqrt {\frac {1-\cos \alpha }{2}}},\quad \cos {\frac {\alpha }{2}}={\sqrt {\frac {1+\cos \alpha }{2}}},}
{\displaystyle \tan {\frac {\alpha }{2}}={\sqrt {\frac {1-\cos \alpha }{1+\cos \alpha }}}={\frac {1-\cos \alpha }{\sin \alpha }}={\frac {\sin \alpha }{1+\cos \alpha }},}
{\displaystyle \cot {\frac {\alpha }{2}}={\sqrt {\frac {1+\cos \alpha }{1-\cos \alpha }}}={\frac {1+\cos \alpha }{\sin \alpha }}={\frac {\sin \alpha }{1-\cos \alpha }}.}

### Степеновање функција
{\displaystyle \sin ^{2}\alpha ={\frac {1}{2}}(1-\cos 2\alpha ),\quad \cos ^{2}\alpha ={\frac {1}{2}}(1+\cos 2\alpha ),}
{\displaystyle \sin ^{3}\alpha ={\frac {1}{4}}(3\sin \alpha -\sin 3\alpha ),\quad \cos ^{3}\alpha ={\frac {1}{4}}(\cos 3\alpha +3\cos \alpha ),}
{\displaystyle \sin ^{4}\alpha ={\frac {1}{8}}(\cos 4\alpha -4\cos 2\alpha +3),\quad \cos ^{4}\alpha ={\frac {1}{8}}(\cos 4\alpha +4\cos 2\alpha +3).}
За рачунање {\displaystyle \sin ^{n}\alpha \,} и {\displaystyle \cos ^{n}\alpha \,} при већем n можете поћи од Моаврове формуле.

## Синусоиде
У многим проблемима механике и физике разматрају се величине које зависе од времена t и изражавају се формулом:
{\displaystyle u=a\sin(\omega t+\phi );\qquad (*)}
такве величине називамо синусним, а њихове временске промене - хармонијски талас. Граф функције десно је општа синусоида (Сл.5.), која се од обичне синусоиде ({\displaystyle y=\sin x}) разликује по овоме:
1. њена амплитуда (ширина њихаја), тј. највећи отклон од осе t, је {\displaystyle a};
2. њен период {\displaystyle T} (таласна дужина) је {\displaystyle {\frac {2\pi }{\omega }}}, где ω називамо фреквенцијом таласа;
3. њена почетна фаза је угао φ.

Величину (*) можемо представити у облику:
{\displaystyle r=A\sin \omega t+B\sin \omega t,\qquad (**)}
где је {\displaystyle a={\sqrt {A^{2}+B^{2}}},\quad \tan \phi ={\frac {B}{A}};} величине {\displaystyle A,\;B,\;a,\;\phi } можемо представити елементима правоуглог троугла (Сл.6.).

### Сабирање синусоида
Збир две синусне величине једнаких фреквенција ω такође је синусна величина исте фреквенције:
{\displaystyle A_{1}\sin(\omega t+\phi _{1})+A_{2}\sin(\omega t+\phi _{2})=A\sin(\omega t+\phi ),\,}
при чему је:
{\displaystyle A={\sqrt {A_{1}^{2}+A_{2}^{2}+2A_{1}A_{2}\cos(\phi _{2}-\phi _{1})}},}
{\displaystyle \tan \phi ={\frac {A_{1}\sin \phi _{1}+A_{2}\sin \phi _{2}}{A_{1}\cos \phi _{1}+A_{2}\cos \phi _{2}}}.}
Линеарна комбинација неколико синусних величина с једнаком фреквенцијом је синусна величина исте фреквенције:
{\displaystyle \sum _{i}{c_{i}A_{i}\sin(\omega t+\phi _{i})}=A\sin(\omega t+\phi );\,}
{\displaystyle A\,} и {\displaystyle \phi \,} је могуће графички представити у векторском дијаграму.

## Решавање троугла
Због обима теме овде наводимо само формуле. Још неке дефиниције појмова који следе можете потражити у прилогу планиметрија.

### Правоугли троугао
Странице {\displaystyle a} и {\displaystyle b} су катете, {\displaystyle c} је хипотенуза; {\displaystyle A,\;B} су углови насупрот страницама {\displaystyle a,\;b}.
Основни односи: {\displaystyle a=c\sin A=c\cos B,\quad a=b\tan A=b\cot B}
Основни задаци:
1. Задато је {\displaystyle c,\;A.} Израчунавамо {\displaystyle B=90^{o}-A,\;a=c\sin A,\;b=c\cos A.}
2. Задато је {\displaystyle a,\;c.} Израчунавамо {\displaystyle B=90^{o}-A,\;b=a\cot A,\;c={\frac {a}{\sin A}}.}
3. Задато је {\displaystyle a,\;c.} Израчунавамо {\displaystyle \sin A={\frac {a}{c}},\;b=ccosA,\;B=90^{o}-A.}
4. Задато је {\displaystyle a,\;b.} Израчунавамо {\displaystyle \tan A={\frac {a}{b}},\;c={\frac {a}{\sin A}},\;B=90^{o}-A.}

### Косоугли троугао
{\displaystyle a,\;b,\;c} су странице, {\displaystyle A,\;B,\;C} су углови насупрот страницама, P је површина, R је полупречник описане кружнице, r је полупречник уписане кружнице, s је полуобим {\displaystyle s={\frac {a+b+c}{2}}.} Полуобим понекад означавамо и са p.
Основне теореме:
- {\displaystyle {\frac {a}{\sin A}}={\frac {b}{\sin B}}={\frac {c}{\sin C}}=2R\;} синусна теорема,
- {\displaystyle a^{2}=b^{2}+c^{2}-2bc\cos A\;} косинусна теорема,
- {\displaystyle {\frac {a+b}{a-b}}={\frac {\tan {\frac {A+B}{2}}}{\tan {\frac {A-B}{2}}}}\;} тангенсна теорема.

Површина троугла:
- {\displaystyle P={\frac {ab\sin C}{2}},\quad P={\frac {abc}{4R}},}
- {\displaystyle P=2R^{2}\sin A\sin B\sin C,\quad P=rs,}
- {\displaystyle P={\sqrt {s(s-a)(s-b)(s-c)}}\;} Херонов образац.

Важне дужи троугла:
- Висина на страницу {\displaystyle a:\quad h_{a}=b\sin C=c\sin B.}
- Тежишница на страницу {\displaystyle a:\quad t_{a}={\frac {1}{2}}{\sqrt {b^{2}+c^{2}+2bc\cos A}}.}
- Симетрала угла {\displaystyle A:\quad l_{A}={\frac {2bc\cos {\frac {A}{2}}}{b+c}}.}
- Полупречник описане кружнице: {\displaystyle R={\frac {a}{2\sin A}}={\frac {b}{2\sin B}}={\frac {c}{2\sin C}}.}
- Полупречник уписане кружнице: 
  - {\displaystyle r={\sqrt {\frac {(s-a)(s-b)(s-c)}{s}}},}
  - {\displaystyle r=s\tan {\frac {A}{2}}\tan {\frac {B}{2}}\tan {\frac {C}{2}},}
  - {\displaystyle r=4R\sin {\frac {A}{2}}\sin {\frac {B}{2}}\sin {\frac {C}{2}}.}

Основни задаци:
1) Задане су страница и два угла {\displaystyle a,\;A,\;B.} Израчунавамо 
{\displaystyle C=180^{o}-A-B,\quad b={\frac {a\sin B}{\sin A}},\quad c={\frac {a\sin C}{\sin A}},\quad P={\frac {1}{2}}ab\sin C.}
2) Две странице и угао међу њима {\displaystyle a,\;b,\;C.} Израчунавамо
{\displaystyle \tan {\frac {A-B}{2}}={\frac {a-b}{a+b}}\cot {\frac {C}{2}},\quad {\frac {A+B}{2}}=90^{o}-{\frac {1}{2}}C,}
затим из {\displaystyle A+B,\;A-B} налазимо {\displaystyle A,\;B,} и
{\displaystyle c={\frac {a\sin C}{\sin A}},\quad P={\frac {1}{2}}ab\sin C.}
3) Две странице и угао насупрот једне од њих {\displaystyle a,\;b,\;A.} Израчунавамо
{\displaystyle \sin B={\frac {b\sin A}{a}}.} Затим, ако је {\displaystyle a\geq b,} онда је {\displaystyle B<90^{o}} и има само једну вредност; ако је {\displaystyle A<B} онда:
- 1. B има две вредности за {\displaystyle b\sin A<a\;(B_{2}=180^{o}-B_{1}).}
  2. B има једну вредност (90°) за {\displaystyle b\sin A=a.\,}
  3. Троугао је немогућ за {\displaystyle b\sin A>a.\,}

{\displaystyle C=180^{o}-(A+B),\quad c={\frac {a\sin C}{\sin A}},\quad P={\frac {1}{2}}ab\sin C.}
4) Три странице {\displaystyle a,\;b,\;c.} Израчунавамо
{\displaystyle r={\sqrt {\frac {(s-a)(s-b)(s-c)}{s}}},}
{\displaystyle \tan {\frac {A}{2}}={\frac {r}{s-a}},\quad \tan {\frac {B}{2}}={\frac {r}{s-b}},\quad \tan {\frac {C}{2}}={\frac {r}{s-c}},}
{\displaystyle P=rs={\sqrt {s(s-a)(s-b)(s-c)}}.}

## Циклометријске функције (аркус)
Аркус-функцијама од х (инверзним тригонометријским) називамо величине y мерене у радијанима, одређене једначинама:
{\displaystyle y=\arcsin x\,} (аркус-синус), ако је {\displaystyle x=\sin y,\,}
{\displaystyle y=\arccos x\,} (аркус-косинус), ако је {\displaystyle x=\cos y,\,}
{\displaystyle y=\arctan x\,} (аркус-тангенс), ако је {\displaystyle x=\tan y,\,}
{\displaystyle y=\operatorname {arccot} x\,} (аркус-котангенс), ако је {\displaystyle x=\cot y.\,}
Примери
1) {\displaystyle \arcsin 0=0\,} или {\displaystyle \pi \,} или {\displaystyle 2\pi \,}, уопште {\displaystyle \arcsin 0=k\pi ,\,}
2) {\displaystyle \arccos {\frac {1}{2}}={\frac {\pi }{3}}} или {\displaystyle -{\frac {\pi }{3}}} или {\displaystyle {\frac {\pi }{3}}+2\pi ,} уопште {\displaystyle \arccos {\frac {1}{2}}=\pm {\frac {\pi }{3}}+2k\pi ,}
3) {\displaystyle \arctan 1={\frac {\pi }{4}}} или {\displaystyle {\frac {5\pi }{4}},} уопште {\displaystyle \arctan 1={\frac {\pi }{4}}+k\pi .}
Главне вредности
Аркус функције су вишезначне; њихове главне вредности су ограђене. Означавамо их са arc sin x, arc cos x, arc tan x, arc cot x, (последње две, ми често означавамо arc tg x, arc ctg x).
{\displaystyle -{\frac {\pi }{2}}\leq \arcsin x\leq {\frac {\pi }{2}},}
{\displaystyle 0\leq \arccos x\leq +\pi ,}
{\displaystyle -{\frac {\pi }{2}}<\arctan x<+{\frac {\pi }{2}},}
{\displaystyle 0<\operatorname {arccot} x<\pi .\,}

### Изражавање једних аркус-функција с другима
Следеће формуле тачне су само за главне вредности аркус-функција, а формуле у угластим заградама само за позитивне вредности х (јер су границе главних вредности различито одређене за разне функције).
{\displaystyle \arcsin x=-\arcsin(-x)={\frac {\pi }{2}}-\arccos x=[\arccos {\sqrt {1-x^{2}}}]=}
{\displaystyle =\arctan {\frac {x}{\sqrt {1-x^{2}}}}=\left[\arctan {\frac {\sqrt {1-x^{2}}}{x}}\right],}
{\displaystyle \arccos x=\pi -\arccos(-x)={\frac {\pi }{2}}-\arcsin x=[\arcsin {\sqrt {1-x^{2}}}]=}
{\displaystyle =\left[\arctan {\frac {\sqrt {1-x^{2}}}{x}}\right]=\arctan {\frac {x}{\sqrt {1-x^{2}}}},}
{\displaystyle \arctan x=-\arctan(-x)={\frac {\pi }{2}}-\arctan x=\arcsin {\frac {x}{\sqrt {1+x^{2}}}}=}
{\displaystyle =\left[\arccos {\frac {1}{\sqrt {1+x^{2}}}}\right]=\left[\operatorname {arccot} {\frac {1}{x}}\right],}
{\displaystyle \operatorname {arccot} x=\pi -\operatorname {arccot}(-x)={\frac {\pi }{2}}-\arctan x=}
{\displaystyle =\left[\arcsin {\frac {1}{\sqrt {1+x^{2}}}}\right]=\arccos {\frac {1}{\sqrt {1+x^{2}}}}=\left[\arctan {\frac {1}{x}}\right].}

### Основни односи
Уведимо ознаку {\displaystyle f(\pm )=\arcsin(x{\sqrt {1-y^{2}}}\pm y{\sqrt {1-x^{2}}}),} где "+", односно "-"
иду у пару. Тада је:
{\displaystyle \arcsin x+\arcsin y=f(+),\quad [xy\leq 0\vee x^{2}+y^{2}\leq 1]}
{\displaystyle =\pi -f(+),\quad [x>0,y>0,x^{2}+y^{2}>1]}
{\displaystyle =-\pi -f(+),\quad [x<0,y<0,x^{2}+y^{2}>1],}
{\displaystyle \arcsin x-\arcsin y=f(-),\quad [xy\geq 0\vee x^{2}+y^{2}\leq 1]}
{\displaystyle =\pi -f(-),\quad [x>0,y<0,x^{2}+y^{2}>1]\,}
{\displaystyle =-\pi -f(-),\quad [x<0,y>0,x^{2}+y^{2}>1].}
Означимо са {\displaystyle g(\pm )=\arccos(xy\pm {\sqrt {1-x^{2}}}{\sqrt {1-y^{2}}}),} где "+", односно "-" иду у пару. Тада је:
{\displaystyle \arccos x+\arccos y=g(-),\quad [x+y\geq 0]}
{\displaystyle =2\pi -g(-),\quad [x+y<0],}
{\displaystyle \arccos x-\arccos y=-g(+),\quad [x\geq y]}
{\displaystyle =g(+),\quad [x<y].}
Уведимо ознаке {\displaystyle h(\pm )=\arctan {\frac {x\pm y}{1\mp xy}},} где горњи знак "+" или "-" иде са горњима. Тада важи:
{\displaystyle \arctan x+\arctan y=h(+),\quad [xy<1]}
{\displaystyle =\pi +h(+),\quad [x>0,xy>1]}
{\displaystyle =-\pi +h(+),\quad [x<0,xy>1],}
{\displaystyle \arctan x-\arctan y=h(-),\quad [xy>-1]}
{\displaystyle =\pi +h(-),\quad [x>0,xy<-1]}
{\displaystyle =-\pi +h(-),\quad [x<0,xy<-1].}
Уведимо ознаку {\displaystyle u=\arcsin(2x{\sqrt {1-x^{2}}}).} Важе следеће једнакости:
{\displaystyle 2\arcsin x=u,\quad \left[|x|\leq {\frac {1}{\sqrt {2}}}\right]}
{\displaystyle =\pi -u,\quad \left[{\frac {1}{\sqrt {2}}}<x\leq 1\right]}
{\displaystyle =-\pi -u,\quad \left[-1\leq x<-{\frac {1}{\sqrt {2}}}\right].}
{\displaystyle 2\arccos x=\arccos(2x^{2}-1),\quad [0\leq x\leq 1]}
{\displaystyle =2\pi -\arccos(2x^{2}-1),\quad [-1\leq x<0].}
Уводимо смену {\displaystyle t=\arctan {\frac {2x}{1-x^{2}}},} па важе једнакости:
{\displaystyle 2\arctan x=t,\quad [|x|<1]}
{\displaystyle =\pi +t,\quad [x>1]}
{\displaystyle =-\pi +t,\quad [x<-1].}
Коначно, {\displaystyle \cos(n\arccos x)=2^{n-1}T_{n}(x),\;(n\geq 1),}
при чему {\displaystyle n\,} не мора бити цео број; {\displaystyle T_{n}(x)\,} се одређује једначином:
{\displaystyle T_{n}(x)={\frac {(x+{\sqrt {x^{2}-1}})^{n}+(x-{\sqrt {x^{2}-1}})^{n}}{2^{n}}}.}
Ако је {\displaystyle n\,} цео број, {\displaystyle T_{n}(x)\,} је полином од х (полином Чебишева).